# 凯文·鲍尔斯
凯文·加内特（Kevin Powers，1980年7月11日—）是美国小说作家、诗人及伊拉克战争退役老兵。
卡文出生在美国的里士满。父母为工厂工人及邮递员。卡文于17岁时加入美国军队。 6年之后，即2004年，他在伊拉克服役一年。他的第一本小说黄色的鸟（The Yellow Birds）就是从伊拉克战争中取材而来的。
他的小说《黄色的鸟》被纽约时报的著名评论家角谷美智子称作是“经典的现代战争小说”，并列为2012年其最佳书目之一。
角谷美智子曾对该书做出如下评价：
这本书足以与提姆·奥布莱恩的士兵的重负比肩同作为现代战争小说的经典而存在。。不仅是一本人格教育的书籍，更是有关着脱离无知的过程与记忆铭刻的生动比喻。

## 获得荣誉
- 2012年 Guardian First Book Award获胜者 获奖书目《黄色的鸟》[3][4]
- 2012年 进入美国国家图书奖年度决赛 获奖书目《黄色的鸟》[5]
- 2013年 获得海明威奖 获奖书目《黄色的鸟》